# 毎日 (米津玄師の曲)
「毎日」（まいにち）は、日本のシンガーソングライター・米津玄師の楽曲。配信限定シングルとしてSony Music Labelsより2024年5月27日に各音楽配信サービスにてリリースされた。

## 背景
本楽曲は日本コカ・コーラ「ジョージア」の「ひと息ついたら、景色が変わって見えた。」篇CMソングとして制作された。米津玄師がジョージアのCMに楽曲提供を行うのは「LADY」以来2度目で、約1年2か月ぶりのこととなった。
共同編曲には藤井風の楽曲プロデュースでも知られるYaffleが参加しており、米津とYaffleがタッグを組むのは今回が初めてである。

## リリースとプロモーション
2024年5月13日、ジョージアの新CM「ひと息ついたら、景色が変わって見えた。」篇の公開とともに、本楽曲のCM起用およびリリースが発表された。向井理や河村勇輝らが出演している同CMは、同日に放送開始となった。またこれに伴い、水谷太郎による米津の新アーティスト写真も公開された。
5月27日、本楽曲の配信が開始され、米津自身が手掛けたジャケットアートワークも公開された。前作「さよーならまたいつか!」以来約1か月半ぶりの新曲リリースとなった。
5月29日、田中裕介が監督を務めたミュージックビデオが公開された。

## チャート成績
6月5日付のオリコンデジタルシングル（単曲）チャートでは初登場3位を記録。また、同日発表のBillboard Japan Download Songsチャートでは2位を記録し、総合チャートJapan Hot 100では6位にランクインした。

## 収録内容
| #         | タイトル  | 作詞・作曲 | 編曲             | 時間 |
| --------- | --------- | ---------- | ---------------- | ---- |
| 1.        | 「毎日」  | 米津玄師   | 米津玄師、Yaffle | 3:02 |
| 合計時間: | 合計時間: | 合計時間:  | 合計時間:        | 3:02 |

## タイアップ
- 日本コカ・コーラ ジョージア「ひと息ついたら、景色が変わって見えた。」篇 CMソング[1]